# Uchida Yoshikazu

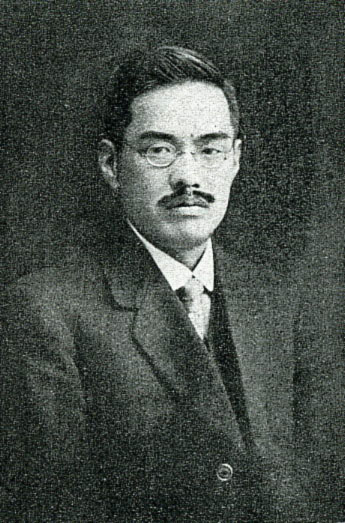
Uchida Yoshikazu

Uchida Yoshikazu (japanisch 内田 祥三; geboren 23. Februar 1885 in Tokio; gestorben 14. Dezember 1972) war ein japanischer Architekt der Taishō- und Shōwa-Zeit.

## Leben und Werk
Uchida Yoshikazu, geboren in Tokio, begann 1904 sein Studium am Department für Architektur an der Universität Tokio. Während seines Studiums konnte er den Bau der Mitsubishi-Geschäftsstraße mit verfolgen. 1907 machte er seinen Abschluss und trat in die Firma Mitsubishi ein, wo er dann u. a. mit dem Design des Gebäudes Nr. 13 beschäftigt war.
1910 nahm Uchida das Graduiertenstudium an der Universität Tokio auf, wobei er sich unter Sano Toshikata (佐野 利; 1880–1856) mit Stahlbeton beschäftigte. 1911 wurde er Lektor an der Universität, 1916 Assistenzprofessor. 1918 wurde er promoviert, 1921 wurde er Professor an der Universität.
Nach dem Kantō-Erdbeben 1923 wurde Uchida mit der Organisation des Wiederaufbaus des stark zerstörten Hongō-Campus beauftragt, beteiligte sich dabei auch selbst als Architekt, gelegentlich zusammen mit Kishida Hideto (岸田 日出刀; 1899–1966). 1924 wurde er Vorsitzender der „Dōjunkai“ (同潤会), einer Wohnungsbaugenossenschaft, die moderne Apartmentgebäude im Stadtteil Aoyama in Stahlbeton ausführte.
Uchida wurde 1935 Präsident der japanischen Architektenvereinigung (本建築学会, Nihon kenchiku gakkai). 1936 beteiligte er sich mit Entwürfen für einen Bogenschießplatz und ein Schwimmbecken an den Olympischen Sommerspielen in Berlin, ohne allerdings mit einem Preis ausgezeichnet zu werden.
Von 1943 bis Dezember 1945 war Uchida Präsident der Universität Tokio. Nach dem Kriege beschäftigte er sich mit dem Wiederaufbau der Stadt, wobei feuerfeste Architektur im Blickpunkt stand. 1972 wurde er mit dem Kulturorden ausgezeichnet.

## Bilder

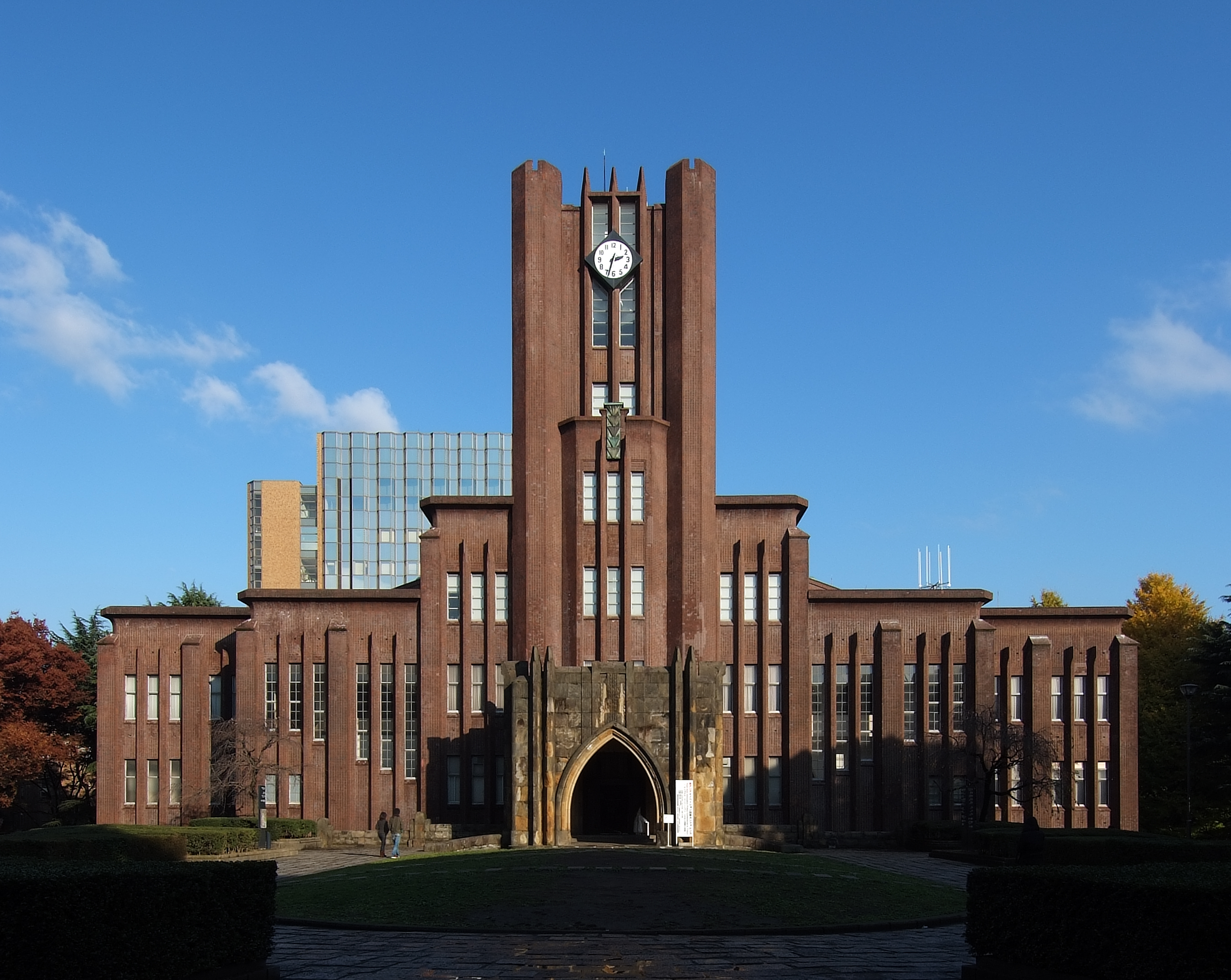
Yasuda-Halle
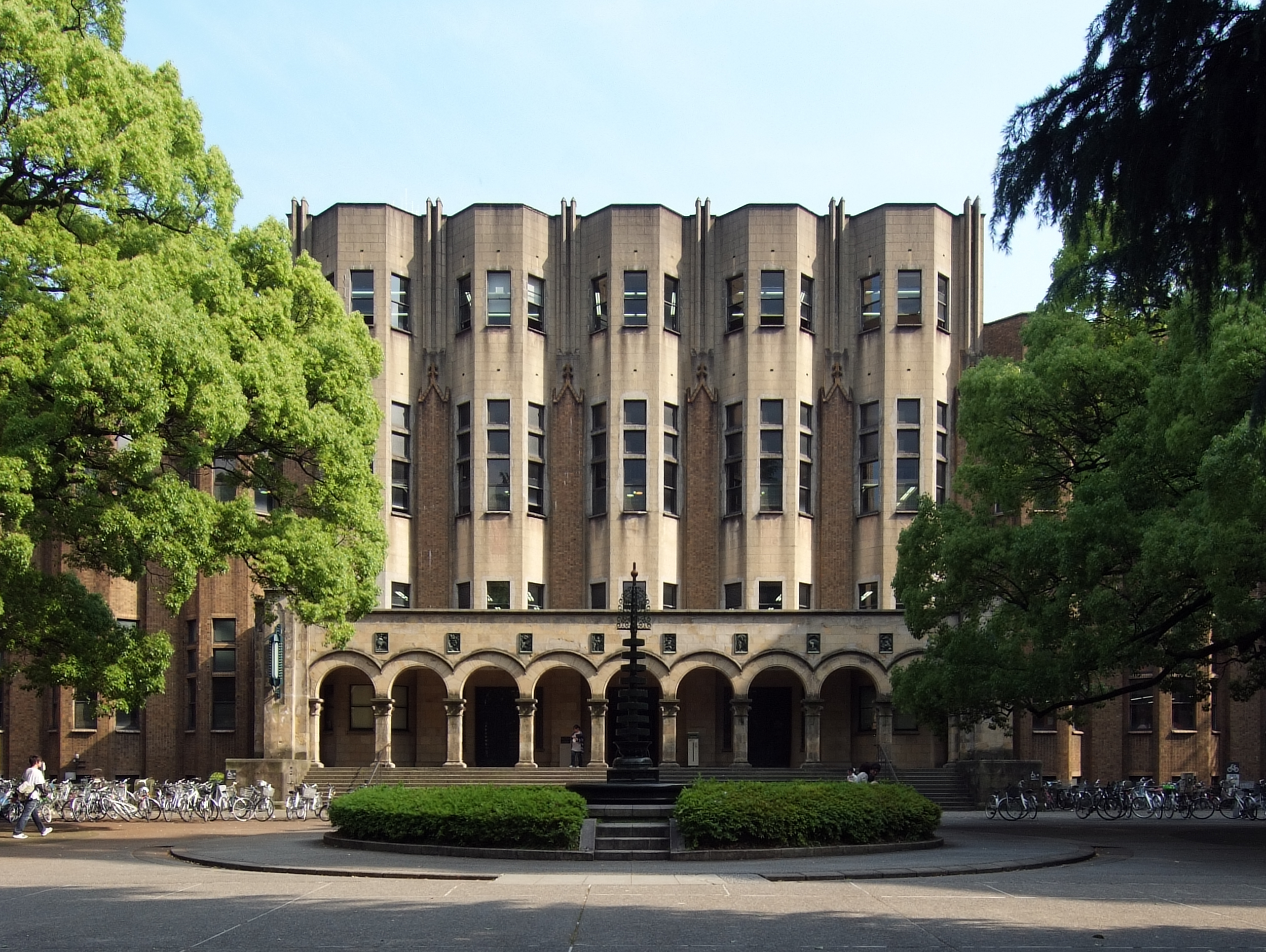
Zentralbibliothek
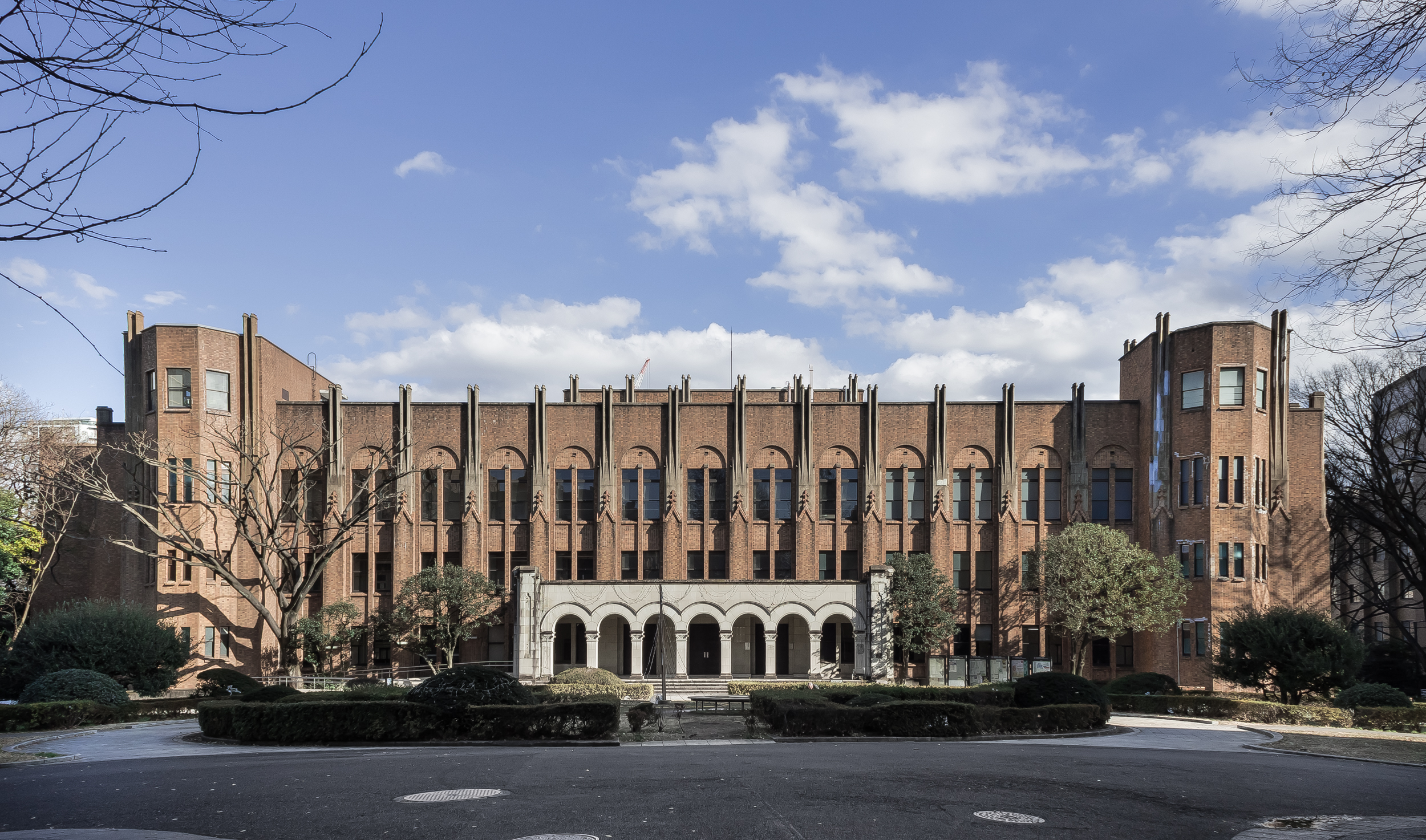
Medizinische Fakultät (1936)
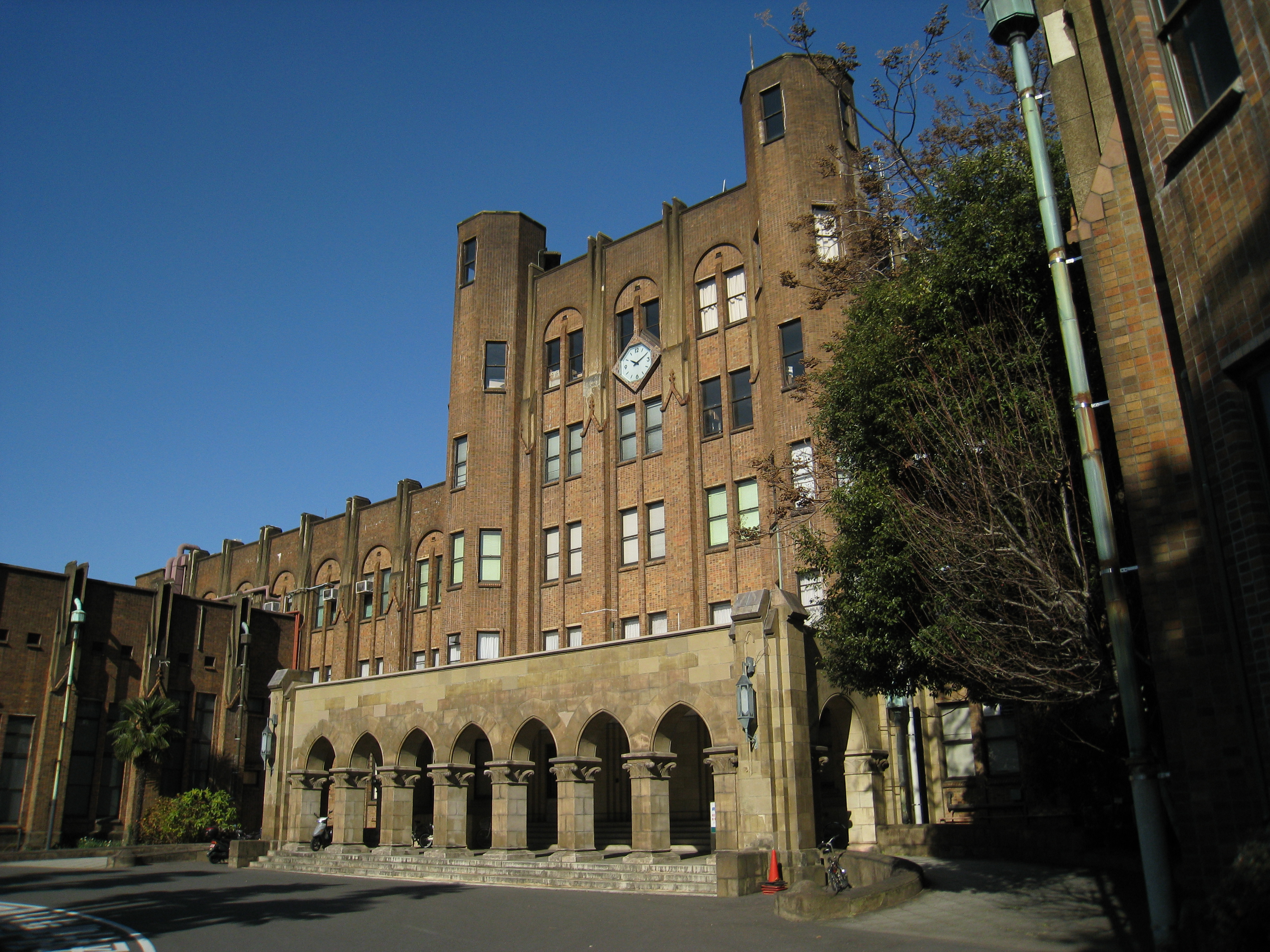
Med. Institut (1937)
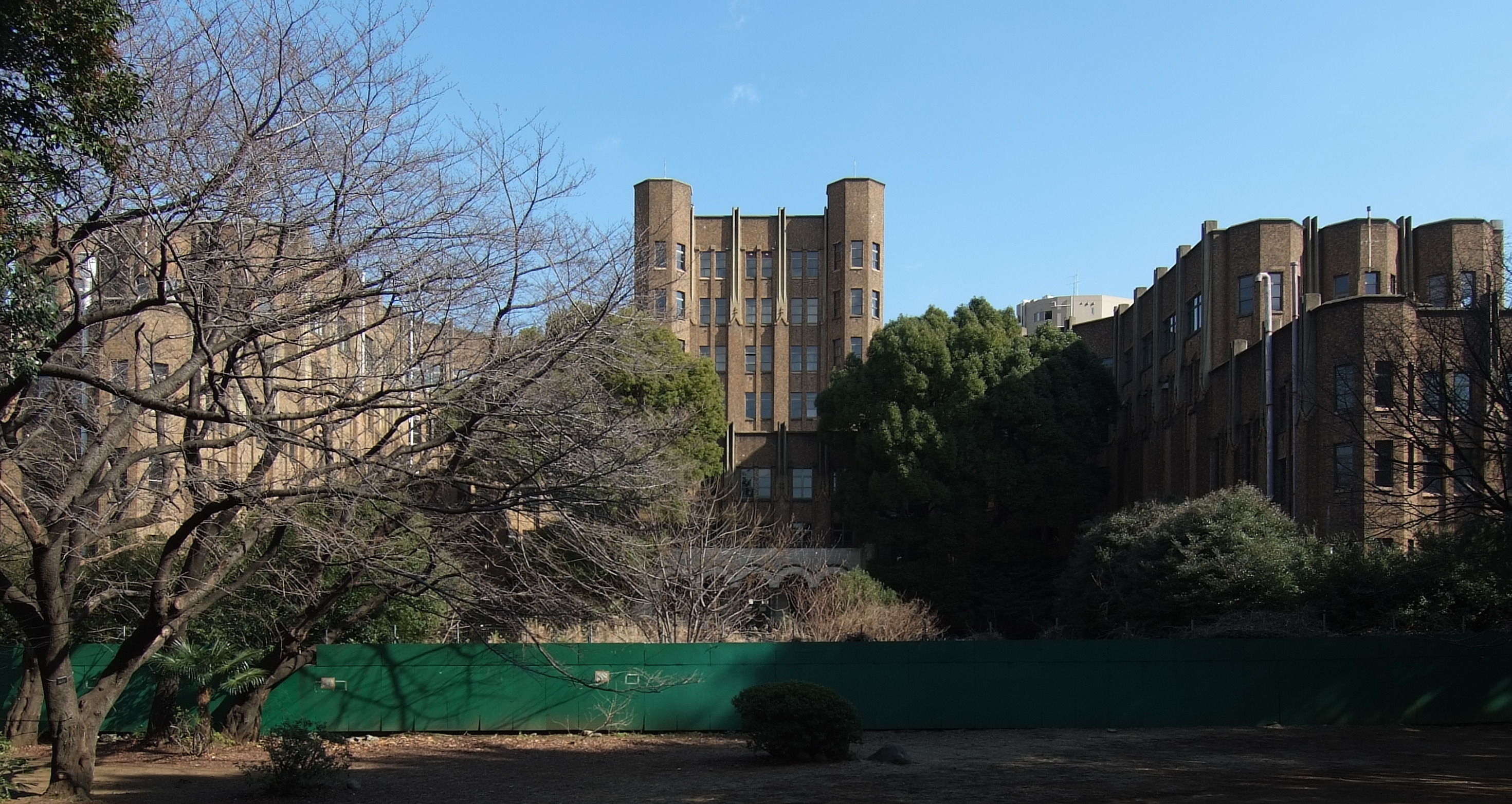
Nat. Inst. Wohlfahrt (1940)
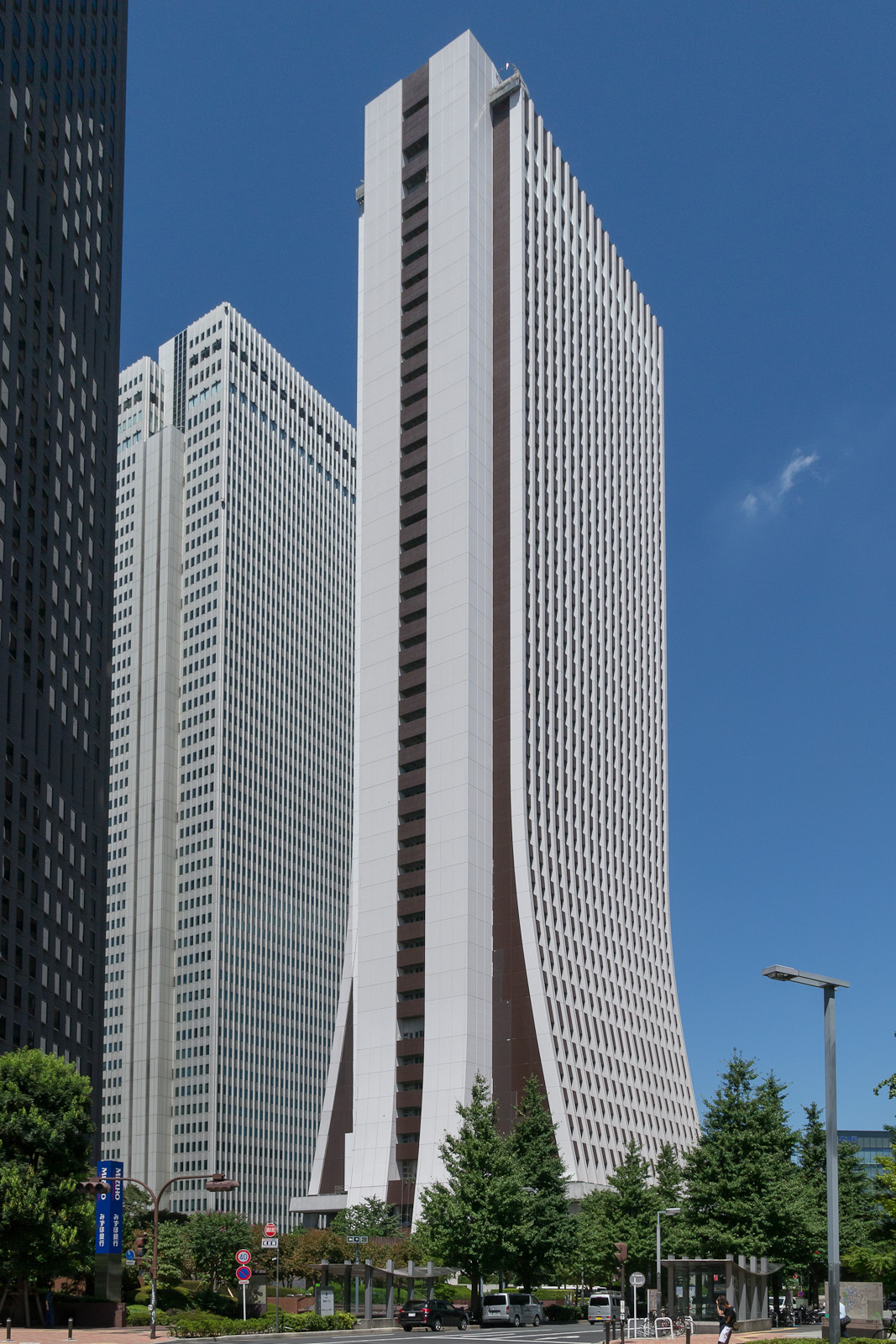
Yasuda-Shinjuku (1976)